# Биньтан
Биньтан (вьет. Bình Tân) — городской район города Хошимина (Вьетнам), известный как большой внутренний город трудовых мигрантов. В 2010 году, в районе проживало 595 335 человек, в 2019 — 784 173. Площадь района составляет 52 км². Название представляет собой комбинацию названий кварталов района: Биньхынгхоа, Биньчидонг и Тантао.

## Географическое положение
Район Биньтан граничит с районом 12 и уездом Хокмон на севере, районом 8 и уездом Биньтянь на юге, районом 6, районом 8, районом Танфу на востоке и районом Биньтянь на западе.

## Административное деление
Район Биньтан состоит из десяти кварталов:
| - Биньхынгхоа - Биньхынгхоа А - Биньхынгхоа Б - Биньчидонг - Биньчидонг А | - Биньчидонг Б - Тантао - Тантао А - Анлак - Анлак А |

## Здравоохранение
Технологический комплекс Hoa Lam-Shangri-La Healthcare, расположенный в районе Биньтан, является первым медицинским комплексом в Хошимине и Вьетнаме, рассчитанным на 1700 коек. Есть две сданные в эксплуатацию больницы, в том числе City International Hospital и Gia An 115 Hospital, обслуживающие население в 700 тысяч человек в регионе, от первичной до третичной помощи.